# کاتسوکی ایشیهارا

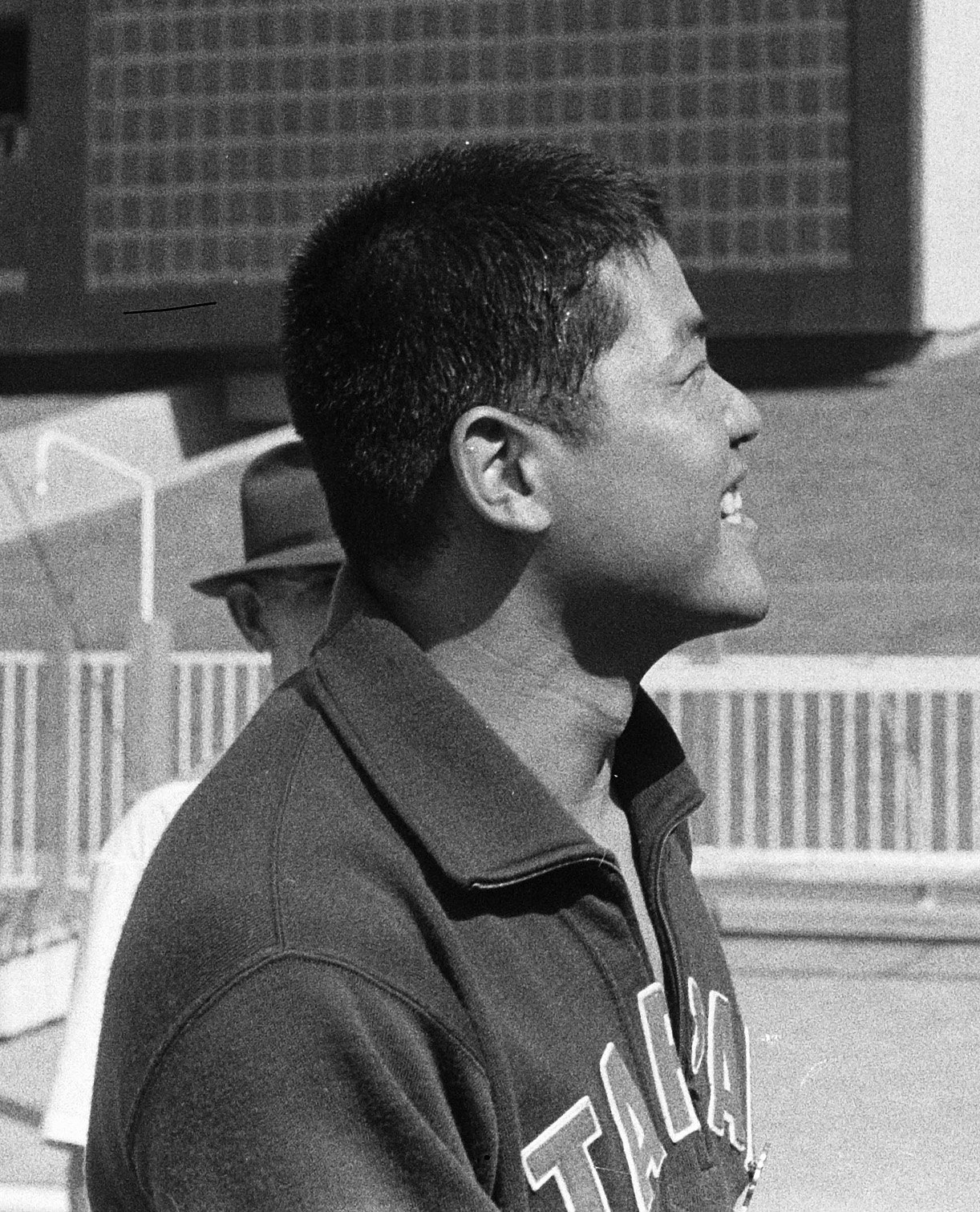
کاتسوکی ایشیهارا - ۱۹۶۰

کاتسوکی ایشیهارا (به انگلیسی: Katsuki Ishihara) (زادهٔ ۱۰ مارس ۱۹۳۹) شناگر اهل ژاپن است.